# Samuel Huntington (om de stat)

Samuel Huntington (stil vechi, 16 iulie, stil nou, 5 iulie 1731 – 5 ianuarie 1796) a fost un jurist, om de stat și Patriot din timpul Revoluției americane din Connecticut.  Unul din Părinții fondatori ai Statelor Unite ale Americii, Samuel Huntington, în calitatea sa de delegat al Congresului Continental, a semnat Declarația de independență a Uniunii și Articolele Confederației, prima constituție americană.  Huntington a fost de asemenea Președintele Congresului continental între 1779 și 1781, șeful  Curții supreme de justiție al viitorului stat  Connecticut (între 1784 și 1785, respectiv cel de-al treilea guvernator al statului Connecticut din 1786 până la decesul său.